# Mobilgalan
Mobilgalan är en svensk årlig gala för att premiera goda insatser inom branschen mobiltelefoni. Galan anordnas i slutet av varje år där priser delas ut till inom olika kategorier med flera nomineringar inom varje. En jury bestående av branschfolk väljer ut en vinnare i varje kategori. Dessutom belönas ett antal mobiltelefoner med priser som röstas fram av tidningen Mobils läsare.

## År för år

### Mobilgalan 2013
- Arrangörer: Tidningen Mobil och Mobil:Business
- Konferencier: Tilde de Paula Eby
- Datum: 7 november 2013 [1]
- Plats: Berns salonger
- Jury: Marlène Sellebråten, juryns ordförande, chefredaktör Mobil & Mobil Business. Mats Lindoff, mobillegendar & riskkapitalist, EMA Technologies. Tomas Bennich, grundare, Sweden Mobile Association. Marianne Treschow, fd general direktör PTS, grundare och vd, TreschowConsulting. Martin Sebelius, branschanalytiker och strategikonsult, Greenwhich Consulting/E&Y. Erik Mörner, redaktör, tidningen Mobil. Sven Sköld, telekomanalytiker, Swedbank.

### Mobilgalan 2012
- Arrangörer: Tidningen Mobil och Mobil:Business
- Konferencier: Tilde de Paula
- Datum: 28 november 2012 [2]
- Plats: Berns salonger
- Jury: Erik Mörner tf chefredaktör Mobil & Mobil Business, Tomas Bennich grundare SMA, Marianne Treschow fd general direktör PTS, Patrik Mellin grundare tidningen Mobil, Helena Nordman-Knutsson telecom analytiker, Mats Lindoff riskkapitalist & mobillegend.

### Mobilgalan 2011
- Arrangörer: Tidningen Mobil
- Konferencier: Tilde de Paula
- Datum: 10 november 2011
- Plats: Kista Science Tower
- Jury: Jonas Ryberg (tillförordnad chefredaktör Tidningen Mobil och juryns ordförande), Kristina Höök (professor vid Stockholms universitet/DSV och chef för forskningsprojektet "Mobile Life"), Hans Otterling (riskkapitalist och entreprenör), Helena Nordman Knutson (telekomanalytiker Öhmans), Marianne Treschow (fd generaldirektör Post- och telestyrelsen), Roman Pixell (redaktör Mobil Business) samt Tomas Bennich (KMMN).

### Mobilgalan 2010
- Arrangörer: Tidningen Mobil (och Mobil Business)
- Konferencier: Tilde de Paula
- Datum: 11 november 2010
- Plats: Kista Science Tower
- Jury: Linus Brohult (chefredaktör Mobil), Östen Mäkitalo (professor KTH), Jonas Ryberg (redaktör Metro Teknik), Tomas Bennich (grundare av Swedish Mobile Association), Kristina Höök professor SU), Marianne Treschow (f.d Generaldirektör Post- och Telestyrelsen) och Johan Larsson (redaktör Mobil Business)

### Mobilgalan 2009
- Arrangör: Tidningen Mobil
- Datum: 5 november 2009
- Plats: Kista Science Tower
- Jury:

### Mobilgalan 2008
- Arrangör: Tidningen Mobil
- Datum: 6 november 2008
- Plats: Kista Science Tower
- Jury: Linus Brohult (chefredaktör Mobil), Östen Mäkitalo (professor KTH), Jonas Ryberg (redaktör Metro Teknik), Per Lundsjö (chefredaktör E24), Tomas Bennich (grundare av Swedish Mobile Association) och Staffan Helgesson (grundare av Creandum).

Priser valda av juryn:
- Årets mobila initiativ: Symbian Foundation
- Årets innovation: Adobe Channels
- Årets mobila teknikutveckling: Oricane
- Årets företag: Scalado
- Årets multimediatjänst: Bambuser
- Årets mobila affärslösning: Avistatime: Telia kvittens visit
- Årets mobila nyhetstjänst: Aftonbladet Tagga
- Årets mobila sporttjänst: SR Radiosporten
- Årets mobila nyttotjänst: Quedro: Noplace/SvD Magasinet Mobil
- Årets nöjestjänst: Polarbit: Nya spel till Iphone och Symbian

Framröstat av läsare
- Årets musikmobil: Sony Ericsson W902
- Årets kameramobil: Sony Ericsson C905
- Årets smartphone: Nokia E71
- Årets mediamobil: Apple Iphone 3G
- Årets designmobil: Apple Iphone 3G
- Årets GPS: Tomtom Go 930

Testvinnare
- Årets butikskedja: The Phone House
- Årets webbutik: Katshing

### Mobilgalan 2007
- Arrangör: Tidningen Mobil
- Datum: 8 november 2007
- Plats: Kista Science Tower
- Jury: Linus Brohult, Pontus Schultz, Tomas Bennich, Östen Mäkitalo, Kristina Höök och Staffan Helgesson.

Priser valda av juryn:
- Årets mobila initiativ: EU
- Årets innovation: MyFC
- Årets multimediatjänst: Dubtools/Myquran
- Årets mobila affärslösning: Enovation Mwork
- Årets nykomling: Hulu
- Årets företag: Tat
- Årets utländska mobiltjänst: Jaiku

Framröstat av läsare
- Årets kameramobil: Sony Ericsson K810
- Årets designmobil: LG KE850 Prada
- Årets musikmobil: Sony Ericsson W880
- Årets multimediamobil: Nokia N95
- Årets smartphone: Sony Ericsson P1
- Årets GPS-lösning: Wayfinder Navigator 7
- Årets mobila bredbandslösning: 3Bredband och usb-modem (Huawei)
- Årets nyhetstjänst: Sveriges Television (mobil.svt.se)
- Årets nöjestjänst: MSN och Hotmail
- Årets sporttjänst: Sportbladet (mobil.aftonbladet.se)
- Årets nyttotjänst: Hitta.se (mobil.hitta.se)
- Årets mobilportal: Planet 3 (mobil.tre.se)

Testvinnare
- Årets butikskedja: StjärnaFyrkant
- Årets webbutik: Katshing.se

### 2006
- Arrangörer: Tidningen Mobil
- Konferencier: ?
- Datum: 26 oktober 2006
- Plats: Kista Science Tower
- Jury:

## Vinnare och nomineringar år för år
- 2013  Nomineringar 2013 (7 nov)
- 2012  Vinnare 2012 -- Nomineringar 2012 (28 nov)
- 2011: Vinnarna 2011 – Nomineringarna 2011 (13 okt)
- 2010: Vinnarna 2010 – Nomineringarna 2010 (14 okt)
- 2009: Vinnarna 2009 – Nomineringarna 2009 (17 okt)
- 2008: Vinnarna 2008 – Nomineringarna 2008 (9 okt)
- 2007: Vinnarna 2007 – Nomineringarna 2007 (2 okt)
- 2006: Vinnarna 2006